# Hoya serpens
Hoya serpens is een kleine hangplant uit de maagdenpalmfamilie (Apocynaceae).
De plant heeft dunne, tot 40 cm lange stengels met korte hechtwortels, waarmee de plant zich aan bomen en rotsen vastklemt. De plant heeft succulente, tegenoverstaande kleine ronde donkergroene bladeren die tussen de anderhalve en twee centimeter groot zijn. Deze zijn behaard en voorzien van grijze vlekjes. De plant komt oorspronkelijk voor in het Himalayagebergte.
De bloeiwijze bestaat uit trosjes bloemen met elk een witte kroon daaromheen een vijfhoekige buitenkroon en een rode stempel in een geel centrum. Ze hebben een kenmerkend donzig aandoend uiterlijk en elke bloemtros bloeit een week lang. De bloemen produceren weinig nectar maar zijn wel zeer welriekend. De soort werd voor het eerst beschreven in 1883 door de botanicus Joseph Dalton Hooker.